# 巴爾卡高地

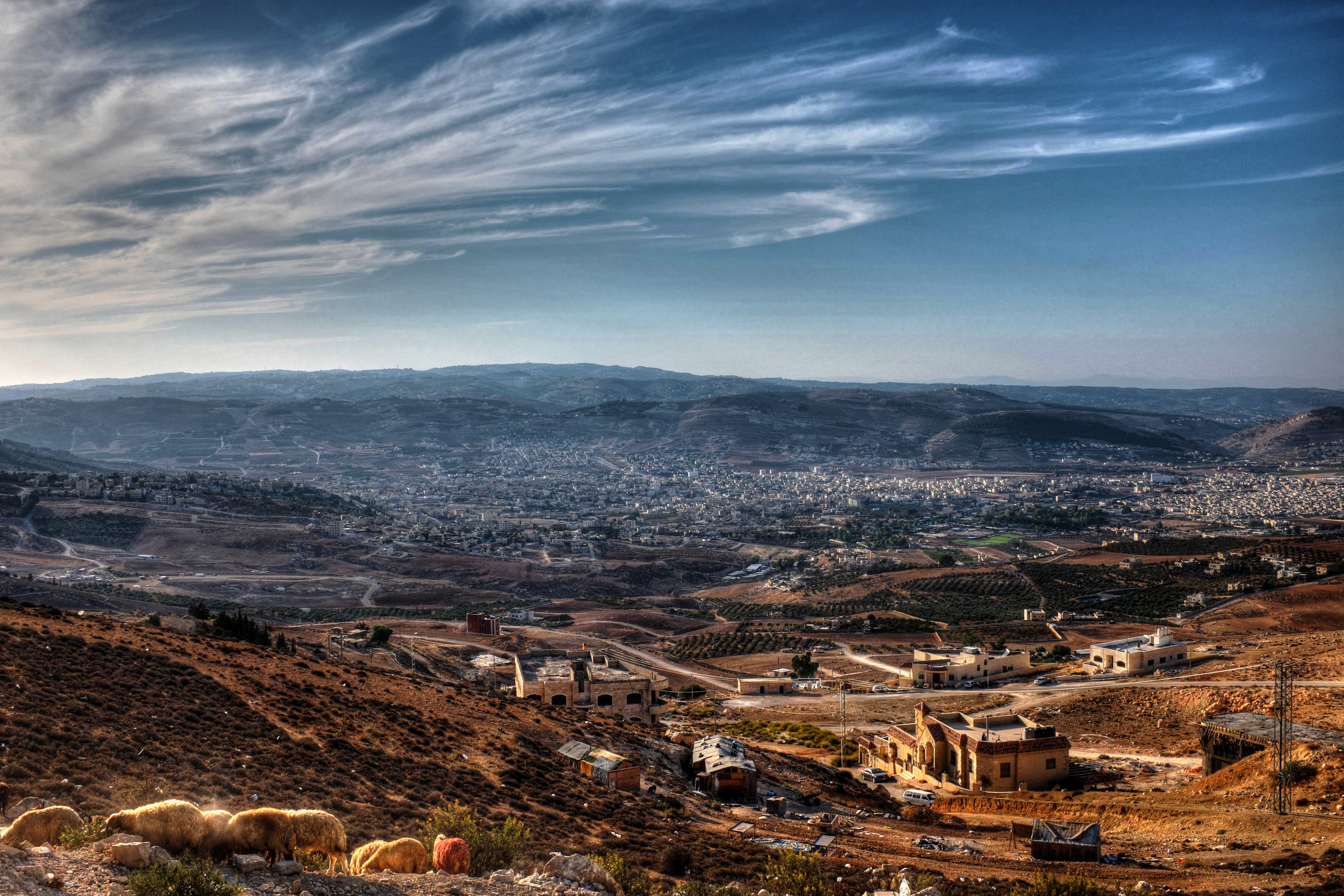
從安曼眺望巴爾卡高地

巴尔卡（阿拉伯语：‎)，又稱巴爾卡高地，是约旦中部的一个地理区域，通常被認為是位於約旦河谷以东、扎卡河以南、穆吉乾谷以北的一塊高地。